# Burkhard Voigt
Burkhard Voigt (* 1946) ist ein deutscher Wissenschaftler mit dem Arbeitsschwerpunkt Sprachlehrforschung / Spanisch.

## Leben
Von 1968 bis 1974 studierte er Hispanistik, Lusitanistik, Pädagogik, Allgemeine und vergleichende Sprachwissenschaft, Philosophie in Hamburg und Madrid. Von 1977 bis 1981 war er Gymnasial- und Gesamtschullehrer in Hamburg. Nach dem 1. Staatsexamen 1974, dem 2. Staatsexamen 1977 und der Promotion 1978 lehrte er von 1981 bis 2012 als Professor für Sprachlehrforschung und Fremdsprachenunterricht Spanisch am ehemaligen Zentralen Fremdspracheninstitut (jetzt: Institut für Allgemeine und Angewandte Sprachwissenschaft, Abt. Sprachlehrforschung) der Universität Hamburg. Er hatte Gastdozenturen an der Universität Bremen, in Spanien und Venezuela.
Seine Schwerpunkte sind Geschichte des Spanischunterrichts in Deutschland, Unterrichtsmethodologie Spanisch: offener Unterricht – autonomes Lernen – Film im Spanischunterricht – Unterrichtsphraseologie, Sprache und Kultur Galiciens, Spanisch als Fachsprache und Fachsystematik der Romanistik.